# Villa Mathine
 (juin 2021).
- Si vous ne connaissez pas le sujet, laissez ce bandeau (vous pouvez alors contacter les auteurs).
- Si vous supprimez le contenu mis en cause (vous pouvez préalablement contacter les auteurs),

argumentez précisément cette suppression dans la page de discussion
(un manque de référence n'est pas un argument ; une recherche réelle de référence doit avoir été effectuée, être formellement documentée).
 (mars 2022).
La mise en forme du texte ne suit pas les recommandations de Wikipédia : il faut le « wikifier ».
Les points d'amélioration suivants sont les cas les plus fréquents. Le détail des points à revoir est peut-être précisé sur la page de discussion.
- Les titres sont pré-formatés par le logiciel. Ils ne sont ni en capitales, ni en gras.
- Le texte ne doit pas être écrit en capitales (les noms de famille non plus), ni en gras, ni en italique, ni en « petit »…
- Le gras n'est utilisé que pour surligner le titre de l'article dans l'introduction, une seule fois.
- L'italique est rarement utilisé : mots en langue étrangère, titres d'œuvres, noms de bateaux, etc.
- Les citations ne sont pas en italique mais en corps de texte normal. Elles sont entourées par des guillemets français : « et ».
- Les listes à puces sont à éviter, des paragraphes rédigés étant largement préférés. Les tableaux sont à réserver à la présentation de données structurées (résultats, etc.).
- Les appels de note de bas de page (petits chiffres en exposant, introduits par l'outil «  Source ») sont à placer entre la fin de phrase et le point final[comme ça].
- Les liens internes (vers d'autres articles de Wikipédia) sont à choisir avec parcimonie. Créez des liens vers des articles approfondissant le sujet. Les termes génériques sans rapport avec le sujet sont à éviter, ainsi que les répétitions de liens vers un même terme.
- Les liens externes sont à placer uniquement dans une section « Liens externes », à la fin de l'article. Ces liens sont à choisir avec parcimonie suivant les règles définies. Si un lien sert de source à l'article, son insertion dans le texte est à faire par les notes de bas de page.
- La présentation des références doit suivre les conventions bibliographiques. Il est recommandé d'utiliser les modèles {{Ouvrage}}, {{Chapitre}}, {{Article}}, {{Lien web}} et/ou {{Bibliographie}}. Le mode d'édition visuel peut mettre en forme automatiquement les références.
- Insérer une infobox (cadre d'informations à droite) n'est pas obligatoire pour parachever la mise en page.

Pour une aide détaillée, merci de consulter Aide:Wikification.
Si vous pensez que ces points ont été résolus, vous pouvez retirer ce bandeau et améliorer la mise en forme d'un autre article.
La villa Mathine est un hôtel de maître bâti rue du Bourgmestre à Ixelles en 1913, durant la période architecturale où l'éclectisme refait surface en Belgique.

## Description
L'architecture de la villa Mathine est de l'éclectisme de type Renaissance, avec une influence Baroque et Néoclassique. Ce style architectural se reconnait aux façades qui sont pour la plupart faites de briques rouges ou orangées ainsi que de pierres blanches. Dans la villa Mathine, la pierre utilisée est la pierre d'Euville. Elle est connue pour être très blanche et facile à sculpter au vu de son grain très fin, c'est pourquoi elle va être utilisée pour l'ornementation du bâtiment. Elle est présente à l'angle arrondi de la villa entre la façade à rue et la façade latérale. Il y a plusieurs ornementations différentes mais toujours tournées vers la nature avec des fleurs et des guirlandes de fruits. Une bande de pierre d'Euville fait le pourtour de la maison sous la corniche munie d'une guirlande de fleurs. Le dessus de chaque fenêtre est également ornementé de fleurs. Les fenêtres de la villa sont en anses de paniers. Ces baies en anses de paniers sont reconnaissables par leur forme en ellipse et la jonction entre l'intrados et le piédroit est courbe. Une autre caractéristique de l'architecture éclectique de cette période est l'utilisation du fer forgé. Le fer forgé est, à cette période, très exploité et fortement utilisé dans l'architecture. Il va être utilisé pour les garde-corps des balcons chantournés, pour la barrière qui délimite la parcelle, pour les garde-corps de l'escalier extérieur et devant les oculi du rez-de-chaussée. La porte d'entrée du bel étage est entièrement faite en fer forgé.
La villa Mathine se situe dans la rue du Bourgmestre, une rue où la plupart des maisons sont mitoyennes possédant deux façades alors que celle-ci en possède trois. Le côté non-mitoyen est bordé d'un petit espace vert muni d'un escalier menant au perron de l'entrée principale du bâtiment. La façade côté rue est ondulante avec la partie centrale convexe. De la même manière, les châssis des baies forment une courbes en leur centre donnant l'illusion d'une fenêtre bombée. La façade latérale et la façade arrière sont planes mis à part la partie en ressaut de la façade latérale qui est elle aussi ondulante. La façade est composée de trois registres différents séparés par un entablement. Le rez-de-chaussée est paré de moellons gris, c'est-à-dire de petites pierres grossièrement taillées et assemblées avec du mortier. Cela donne un aspect rustique à la base du bâtiment et une illusion de Palazzo florentin de la renaissance. Cette référence aux palais florentins montre le côté très bourgeois de la villa Mathine. Le bel étage et le premier étage sont faits d'un parement en briques orangées, les détails des fenêtres sont en pierre d'Euville ainsi que le haut du premier étage qui vient finir le bâtiment sous la corniche débordante. Le deuxième étage se trouve sous toiture mansardée, c'est une caractéristique que l'on retrouve régulièrement dans l'architecture éclectique du début du XXIe siècle. La toiture à la mansart de la villa Mathine comporte trois versants, chacun formé de deux pentes différentes. La partie inférieure nommée brisis est presque verticale et séparée par la ligne de bris du terrasson qui est une pente beaucoup moins forte. Ce dernier niveau est éclairé par six lucarnes, une sur la façade à rue, trois sur la façade latérale et deux sur la façade arrière. Ce type de toiture permet d'avoir un grand espace sous les combles. Dans la villa Mathine, le comble est divisé en deux niveaux et le deuxième niveau est utilisé comme grenier permettant seulement le stockage.

## Historique
En 1913, Eugène Vandeputte fait construire la villa Mathine par l'architecte G. Desmet. Elle a pour vocation d'être un bâtiment résidentiel. Au rez-de-chaussée se trouve la cave directement accessible par la rue. Elle est composée d'un petit hall avec un escalier menant à l'entresol. C'est dans la cave que se trouve la salle de chauffe et la soute à charbon. L'entresol est munie d'un vestibule, d'une cuisine et d'une pièce de provision. Un escalier permet d'accéder au bel étage depuis l'entresol mais l'accès principal se fait par l'escalier extérieur. Au niveau du bel étage se trouve le grand hall avec un escalier en bois distribuant les étages supérieurs. Les pièces plus collectives se trouvent à cet étage. Il y a la bibliothèque avec un feu ouvert en marbre rouge et une grande porte-fenêtre donnant sur un balcon côté rue. La salle à manger ainsi que la salle de déjeuner et un bureau s'y trouvent également. Le revêtement de sol du grand hall est couvert de marbre blanc alors que le reste du bel étage est recouvert d'un parquet en bois. Chaque dormant de porte est sculpté et détaillé. Les deux étages supérieurs sont composés des chambres et des salles de bains. La villa compte dix chambres. Elle a longtemps été occupée par un administrateur de la Compagnie des chemins de fer des grands lacs.
En 1957, la villa subit des transformations intérieures mineures dans le volume existant. Trois salles de bains sont ajoutées : deux au deuxième étage et une sous les combles au troisième étage.
En 1971, la commune d'Ixelles devient propriétaire de la Villa Mathine. La fonction de logement va être évincée dès cette année pour laisser place à un réaménagement. La maison va accueillir un resto-club, c'est-à-dire un restaurant social ainsi que l'organisation d'activités pour une certaine catégorie d'usagers. Les personnes ayant accès à ce type de restaurant sont en majeure partie les pensionnés. Les activités proposées sont organisées en après-midi et servent de divertissement comme le bridge, le dessin, la chorale, le scrabble,… ou sont à but instructif comme des conférences. L'affectation des pièces va être modifiée afin de permettre ces différentes activités, l'entresol sera composé d'un bureau, d'une installation froide et d'une cave. La chaufferie et la cuisine des premiers plans de la villa resteront identiques. Le bel étage contiendra une salle d'attente dans le grand hall, deux salles de consommations dans l'ancienne salle à manger et bibliothèque, des sanitaires et une pièce pour les permanences. Au premier étage se trouve un cabinet médical, un bureau pour le service social et un deuxième pour la promotion socioculturelle, une grande salle de réunion et des sanitaires. Chaque pièce du deuxième étage a été aménagée en salle d'archives sauf la salle de bain rajoutée en 1957 qui sera conservée.
Quarante-trois ans plus tard, en mai 2014, le resto-club se voit dans l'obligation de fermer ses portes et trouver un nouveau site.
La maison est rachetée par la fondation Lydia et Albert Demuyter en 2016 ,,. Cette fondation a vu le jour à la suite de la mort de l'enfant Demuyter à l'âge de deux ans. Albert Demuyter est un homme politique et ancien bourgmestre de la ville d'Ixelles pendant plus de 20 ans. Ils ont créé cette fondation d'utilité publique pour les enfants malades et handicapés avec un budget réservé au secteur des services de recherches et développements scientifiques. La fondation a ainsi confié la villa à une asbl nommé Les Pilotis.
La villa subit d'importants travaux en 2017-2018. Depuis septembre 2018, la villa Mathine est une maison qui accueille une forme de colocation pour les personnes atteintes de handicaps. L'intérieur de la maison a été rénové par la fondation Lydia et Albert Demuyter afin d'y aménager des logements adaptés. La villa Mathine est un endroit pour ce type d'habitation car elle est facile d'accès grâce aux nombreux transports en commun et se situe en centre-ville. La villa est habitée par cinq personnes atteintes de handicaps, chacun sous une forme et un degré différent. Deux accompagnateurs sont présents dans la journée et un la nuit en cas de problème. Les bureaux de l'ASBL sont également situés dans la villa Mathine.
Ce type de logement pour personnes à mobilité réduite est fortement réglementé ce qui a entrainé une mise à nu totale du bâtiment sauf les murs et les ouvertures qui sont restés intactes. La façade étant classée, il a fallu se contraindre aux ouvertures déjà présentes. Le plus gros changement dans la villa a été la mise en place d'un ascenseur servant tous les étages supérieurs. L'entrée de la maison étant accessible uniquement par un escalier, il a fallu trouver un moyen de faire entrer les habitants en chaise roulante directement par la rue. Le garage devient une seconde entrée et un couloir y est creusé pour accéder à l'ascenseur. L'entresol est un niveau entièrement consacré à l'ASBL, il contient une salle avec leurs bureaux, une kitchenette, une salle de réunion et un espace kiné avec toilette pmr. La chaufferie et la buanderie restent identiques aux anciens plans mais un escalier est rajouté à côté de l'ascenseur pour accéder au bel étage. Le bel étage comporte un salon, une cuisine avec salle à manger et deux vestiaires distincts à côté d'une salle de bain. Le hall d'entrée contient l'ascenseur en plus de l'escalier. Au premier étage se trouvent les trois premières chambres avec chacune leur propre salle de bain ainsi que le bureau de l'éducateur. Une plateforme extérieure a été rajoutée pour les pompiers et donne un accès direct du jardins au premier étage. Le deuxième étage comporte une salle de réunion pour les accompagnateurs ainsi qu'une chambre d'ami et les deux dernières chambres avec aussi chacune leur salle de bain. Quatre velux ont été perforés dans les terrassons au-dessus de chaque pièce afin de procurer une source lumineuse supplémentaire. Au-dessus se trouve le second niveau du comble qui reste un endroit peu accessible utilisé seulement pour le stockage.
Le jardin de la villa fait trois ares cinquante et est contigu au parc public Jadot.